# Бенфлуорекс
Бенфлуорекс (англ. Benfluorex, лат. Benfluorexum) — синтетичний препарат для зниження апетиту та гіполіпідемічний засіб, який є структурним аналогом фенфлураміну, що є похідним амфетаміну. Бенфлуорекс розроблений і запатентований французькою фармацевтичною компанією «Servier». У двох клінічних дослідженнях показано, що препарат має цукрознижуючу дію та знижує інсулінорезистентність у осіб з погано контрольованим цукровим діабетом ІІ типу. Щоправда пізніше компанію «Servier» запідозрили у завищенні позивних результатів клінічних досліджень бенфлуорексу (який компанія випускала під торговою назвою «Медіатор»), недобросовісному маркетингу препарату та приховуванні несприятливих і небезпечних наслідків застосування препарату.
У звіті IGAS (фр. Inspection Générale des Affaires Sociales) компанію «Servier» звинувачено в агресивному маркетингу препарату «всупереч його справжнім медичним властивостям», у тиску через лобістські структури на регуляторні органи і на медичну громадськість, щоб забезпечити успішну комерціалізацію цього фармпродукту. Французький регуляторний орган AFSSAPS (фр. Agence nationale de sécurité du médicament et des produits de santé — аналог американської FDA) звинувачено в тому, що він «із незрозумілих причин толерував препарат, який не має жодної реальної терапевтичної цінності». Голова AFSSAPS Jean Marimbert невдовзі після публікації цього звіту подав у відставку. У січні 2011 року французька асоціація виробників медикаментів LEEM припинила членство компанії «Servier» в цій асоціації.

## Заборона застосування препарату
18 грудня 2009 року Європейське агентство з лікарських засобів рекомендувало заборонити до використання усі лікарські засоби, які містять бенфлуорекс, на території Європейського Союзу, оскільки при його застосуванні значно збільшується ризик виникнення вад серця (що є характерним побічним ефектом структурного аналога бенфлуорексу фенфлураміну). Згідно даних, отриманих французьким лікарем Ірен Фрашон та її колегами, встановлено чіткий зв'язок між прийомом бенфлуорексу та зростанням частоти появи набутих вад серця, а згідно даних іншої групи дослідників більше 1 мільйона пацієнтів з цукровим діабетом потребували госпіталізації у зв'язку з появою набутих вад серця унаслідок прийому бенфлуорексу.
У Франції бенфлуорекс продавався під торговою назвою «Медіатор», який випускала фірма «Servier», та застосовувався для лікування цукрового діабету ІІ типу. Цей лікарський препарат також був допущений до застосування в Іспанії, Португалії та на Кіпрі. Бенфлуорекс був у вільному продажі з 1976 до 2009 року, та, на думку частини лікарів та науковців, міг спричинити від 500 до 2000 смертей.
Структурно схожий на бенфлуорекс лікарський препарат фенфлурамін заборонений до клінічного застосування з 1997 року через частий розвиток при його застосуванні набутих вад серця, легеневої гіпертензії та кардіофіброзу. Ці побічні ефекти спричинював метаболіт фенфлураміну норфенфлурамін, який взаємодіяв із рецепторами 5-HT2B клапанів серця, і найбільш характерним проявом уражень серця при застосуванні фенфлураміну була проліферація фібробластів на трикуспідальному клапані серця. Норфенфлурамін є метаболітом як фенфлураміну, так і бенфлуорексу, тому характерні зміни з боку серцевих клапанів були подібними при застосуванні обох препаратів. Саме цей побічний ефект спричинив заборону медичного застосування фенфлураміну як засобу для схуднення у світі, а пізніше й заборону застосування бенфлуорексу в Європі.